# ゴーヴァン・セル
ゴーヴァン・セル（フランス語: Gauvain Sers、1989年10月30日 - ）は、フランスのシンガーソングライター。

## 生い立ち
1989年10月30日、フランスのオート＝ヴィエンヌ県・リモージュに生まれる。

## ディスコグラフィー

### アルバム
- 『Pourvu』（2017年）[2]
- 『Les Oubliés』（2019年）[3]
- 『Ta place dans ce monde』（2021年）[4]

### シングル
- 「Pourvu」（2017年）
- 「Dans mes poches」（2017年）
- 「Dans la bagnole de mon père」（2018年）
- 「Les Oubliés」（2018年）
- 「Y'a plus de saisons」（2019年）
- 「Ta place dans ce monde」（2021年）
- 「Elle était là」（2021年）
- 「Sentiment étrange」（2022年）